# Governatorato di Gabès
Il governatorato di Gabès è uno dei 24 governatorati della Tunisia. Venne istituito nel 1956 e si trova nella parte meridionale del paese; suo capoluogo è Gabès.

## Comuni
Nel governatorato ci sono alcuni villaggi:
- Chenini Nahal
- Al Ḥāmmah
- Ghannouch
- Mareth
- Matwiya
- Matmâta
- Menzel el Habeeb
- Métouia
- Nouvelle Matmata
- Oudhref
- Widthreff
- Zarat